# 弘津千代
弘津 千代（ひろつ ちよ、1901年1月5日 - 1983年）は、日本の劇作家、小説家。

## 概要

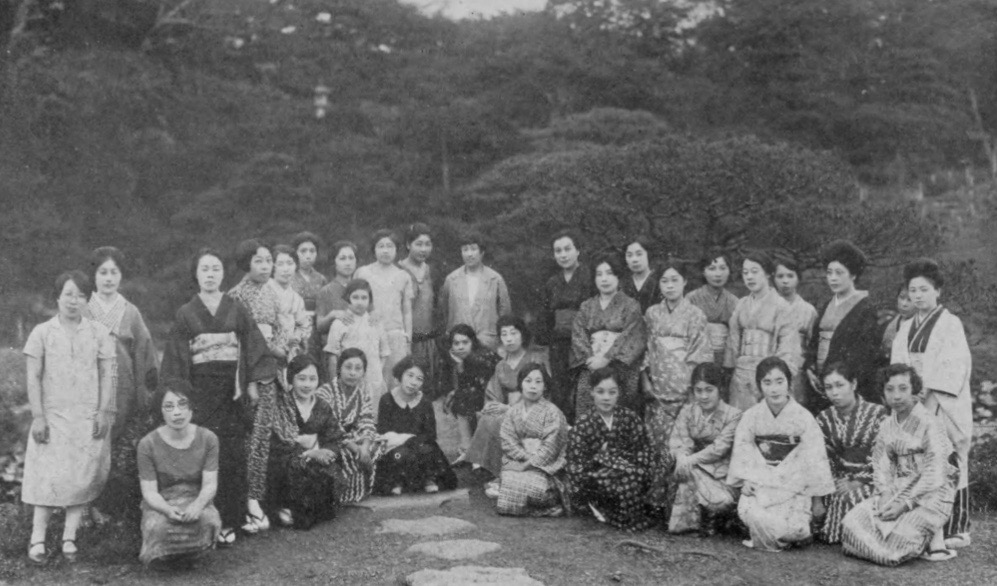
1929年6月28日、『女人藝術』誕生祭が小石川植物園で開かれた。
前列：八木秋子、英美子、北川千代、林芙美子、長谷川時雨、生田花世、戸川静子、堺真柄ら。
後列：島本久恵、上田文子、熱田優子、神近市子、今井邦子、板垣直子、大村嘉代子、弘津千代ら。

山口県熊毛郡伊保庄村（現、山口県柳井市伊保庄）上八（こうじょう）生まれ。広島女学校附属小学校、広島県師範学校附属小学校、広島県立広島高等女学校を経て、日本女子大学校文科国文学科を1922年卒業。
在学中より中村吉蔵らに師事。卒業後も東京で劇作に専念した。
本名はチヨ。
1921年、日本女子大学校在学中に卒論のかわりに、印度の阿育王の伝説を題材にした戯曲・華子城物語（かしじょう・ものがたり）を、同級生の山原鶴、宮田範と共作、翌1922年6月、新光社より出版される。
代表作は、1925年（大正14年）7月号の「舞台批評」に発表した「天樹院」。同作は、同年9月には「吉田御殿」と改題して、小山内薫の演出によって帝国劇場で上演された。出演は守田勘弥、森律子、河村菊江など。日本戯曲全集３６現代篇第四輯に所収された。
この作品について演劇評論家の戸板康二は、著書「演芸画報・人物誌」（青蛙房刊）のなかで、「好色な女性の乱行という伝説に、新解釈を下したこの作品は、女形よりも、初演の森律子、河村菊江によって演じられるのに、ふさわしかったかも知れない」と評している。
第二次大戦中は伊保庄上八の生家に疎開し、戦後は近辺の新制中学校の教師として数年間教壇に立ち、和服の先生として有名であったが、その後再び上京し、日本ユネスコ委員会の委嘱で「籤」ほか１篇の戯曲を発表した。1968年に京都に移り、余生を送っていたが、1983年夏死去。
生涯に約30編の戯曲と10数編の小説のほか評論随筆などを執筆した。
1997年、出生地の郷土史家らによって生家跡に石碑が建てられた。

## 著作
戯曲
- 華子城物語　新光社1922　山原鶴、宮田範と共作
- 天樹院　舞台批評1925.7（後に「吉田御殿」と改題）
- 大姫　演劇研究1926.2
- 女敵異聞　演劇研究1926.11
- 清盛と常盤　舞台批評1927.1
- 加賀の千代　演劇研究1927/6
- 忠信の恋人　演劇研究1927.11
- 後の高尾　婦人と生活1928.1
- 絵島流鏑秘話　演劇研究1928.1
- 好色一代女　演劇研究1929.1
- 加賀の千代（改訂）　女人芸術1929.7
- 野村望東尼　演劇研究1929.8
- 利休の死　舞台戯曲1929.12
- 旧都の月　教育女子文芸1930.2
- 昼夜用人記　婦人と生活1931.1
- 萬治高尾　新興戯曲1931.2

　（1957年「早苗鳥伊達聞書（ほととぎすだてのききがき）」と改題され、京都南座で上演された）
- 当世荷花嫁風景　演劇研究1931.5

　（1933.4「当世花嫁風景」と改題され、歌舞伎座に於いて日本俳優学校試演会で初演された）
- 心中月夜　演劇研究1933.4
- 薄塚　婦人と生活1933.10
- 妖鱗草紙　新演劇1934.8

　（1934.9　日本俳優学校劇団が帝国ホテル演芸場で初演。1935.1　宝塚中劇場で再演。1956.8　「蛇性の婬」と改題して新橋演舞場で上演された）
- 酒乱　週刊婦人新聞1935.5

小説
- 半兵衛の仕合せ　小学校女教員1926.12
- ガーネットの指輪　栄光の婦人1929.3
- 里也の仇討　令女界1929.9
- 藤花の散る夜　令女界1931.3
- 瑠璃さま　令女界1931.7
- 薄葉の菊　令女界1931.8
- 秋の拒絶　日本新論1931.11

現代語訳
- 落窪物語　日本週報社版　縮刷日本文学全集第一巻1960.8